# 尼泊尔莫哈尔
莫哈尔，或译为莫哈，17世纪下半叶到1932年在尼泊尔王国以及毗提诃王国与之临近的部分地区流通的一种货币。莫哈尔有金币和银币之分，与达姆铜币（dams）和派萨铜币（paisa）共同流通，每莫哈尔值128达姆，每派萨值4达姆。在1903年之前，铜币、银币和金币之间的比价并不是固定不变的。1903年，莫哈尔银币成为标准货币，每莫哈尔可分为50派萨。1932年被尼泊尔卢比以2莫哈等于1卢比的比价取代。

## 硬币
在吉尔万尤达国王在位期间（1799年-1816年），铜币有1达姆、2达姆和2派萨，银币有1达姆、1⁄32莫哈尔、1⁄16莫哈尔、⅛莫哈尔、¼莫哈尔、½莫哈尔、¾莫哈尔、1莫哈尔、1½莫哈尔和3莫哈尔，金币有1达姆、1⁄32莫哈尔、1⁄16莫哈尔、⅛莫哈尔、¼莫哈尔、½莫哈尔、1莫哈尔、1½莫哈尔和2莫哈尔。其后的拉金德拉国王在位期间（1816年-1847年），没有发行铜币，也没有发行¾莫哈尔、1½莫哈尔、3莫哈尔银币和1½莫哈尔金币，而增加发行了2莫哈尔银币。苏伦德拉国王在位期间（1847年-1881年），自1866年开始发行了1达姆、1派萨和2派萨铜币，1880年开始发行了½派萨铜币；银币的种类与上一位国王相同，金币则少了2莫哈尔金币。普里特维时期（1881年–1911年）的货币与苏伦德拉的相近，但增加了4莫哈尔银币和1⁄64莫哈尔金币。特里布万国王在位期间（1911年-1950年；1951年-1955年）的硬币包括1派萨、2派萨和5派萨铜币；银币发行了1达姆、¼莫哈尔、½莫哈尔、1莫哈尔、2莫哈尔和4莫哈尔；金币发行了1达姆、1⁄32莫哈尔、1⁄16莫哈尔、⅛莫哈尔和1莫哈尔。金币在1950年卢比发行后仍有继续发行。

## 图集

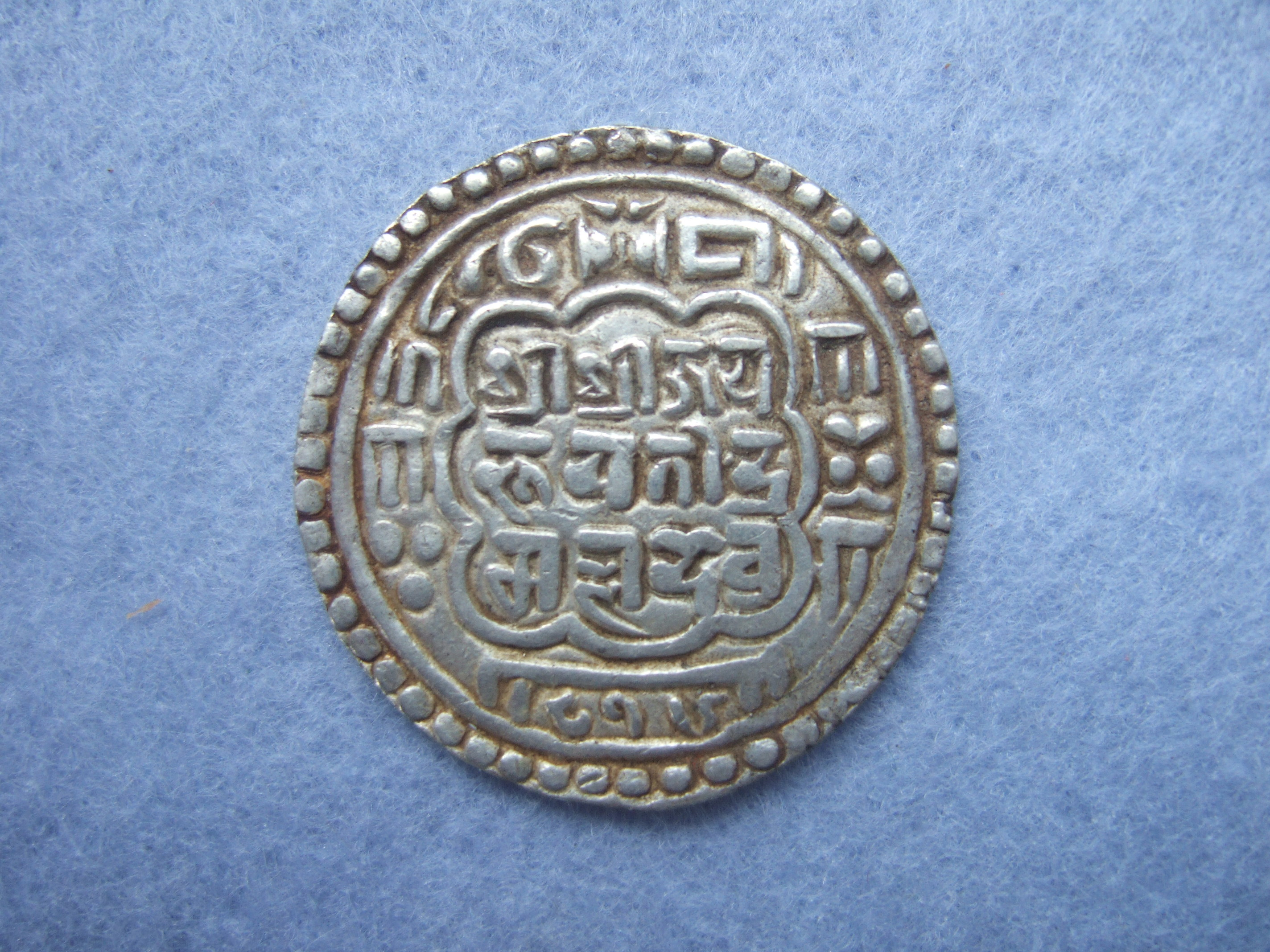
巴德冈（英语：Kingdom of Bhaktapur）国王布帕廷德拉·马拉（英语：Bhupatindra Malla）於尼瓦曆816年（公元1696年）所發行的莫哈尔银币正面，这种莫哈银币也出口到西藏，在那里它们与其他马拉王朝（英语：Malla dynasty (Nepal)）莫哈银币一起流通。
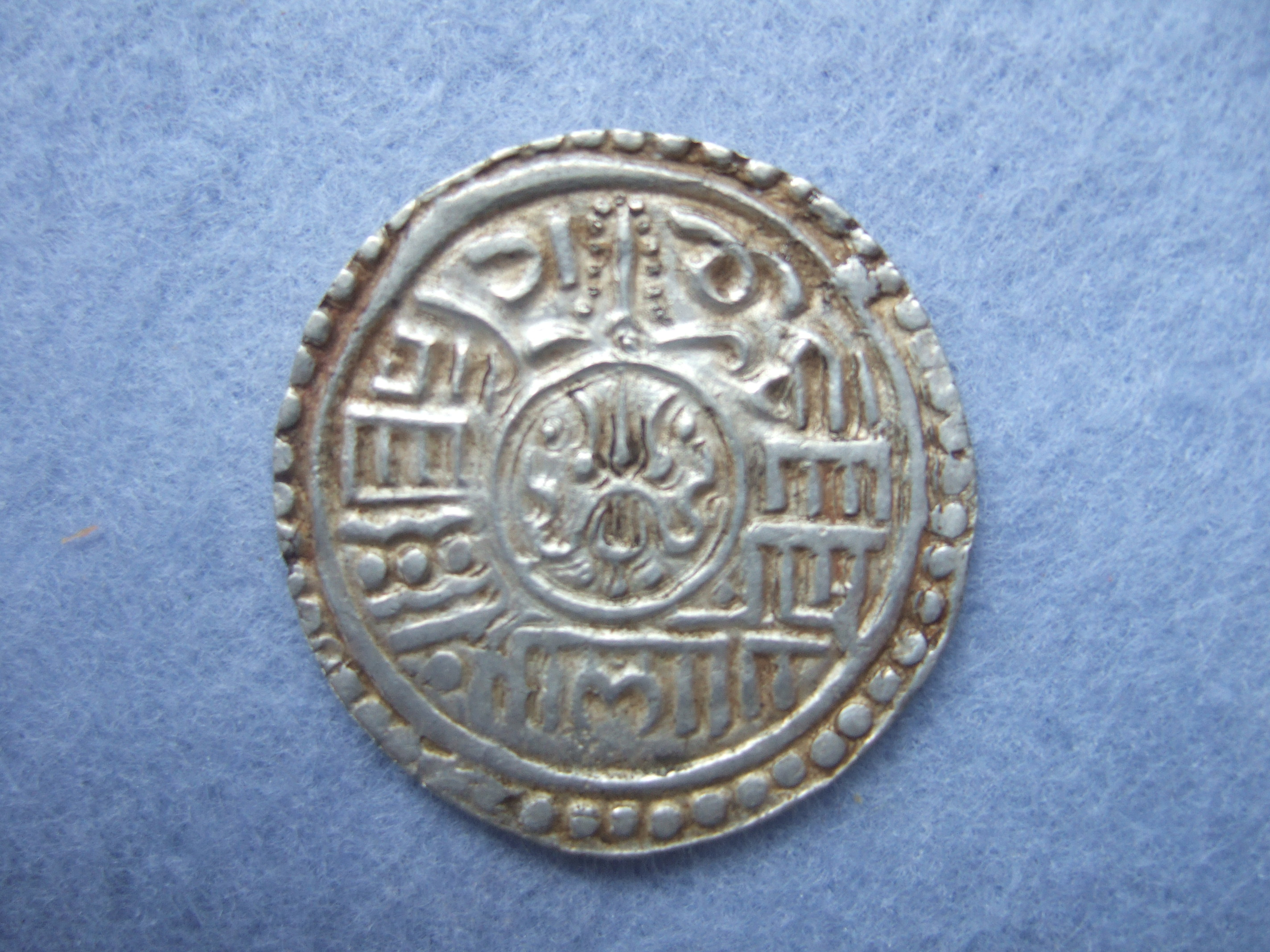
布帕廷德拉·马拉国王於尼瓦曆816年所發行的莫哈尔银币背面。
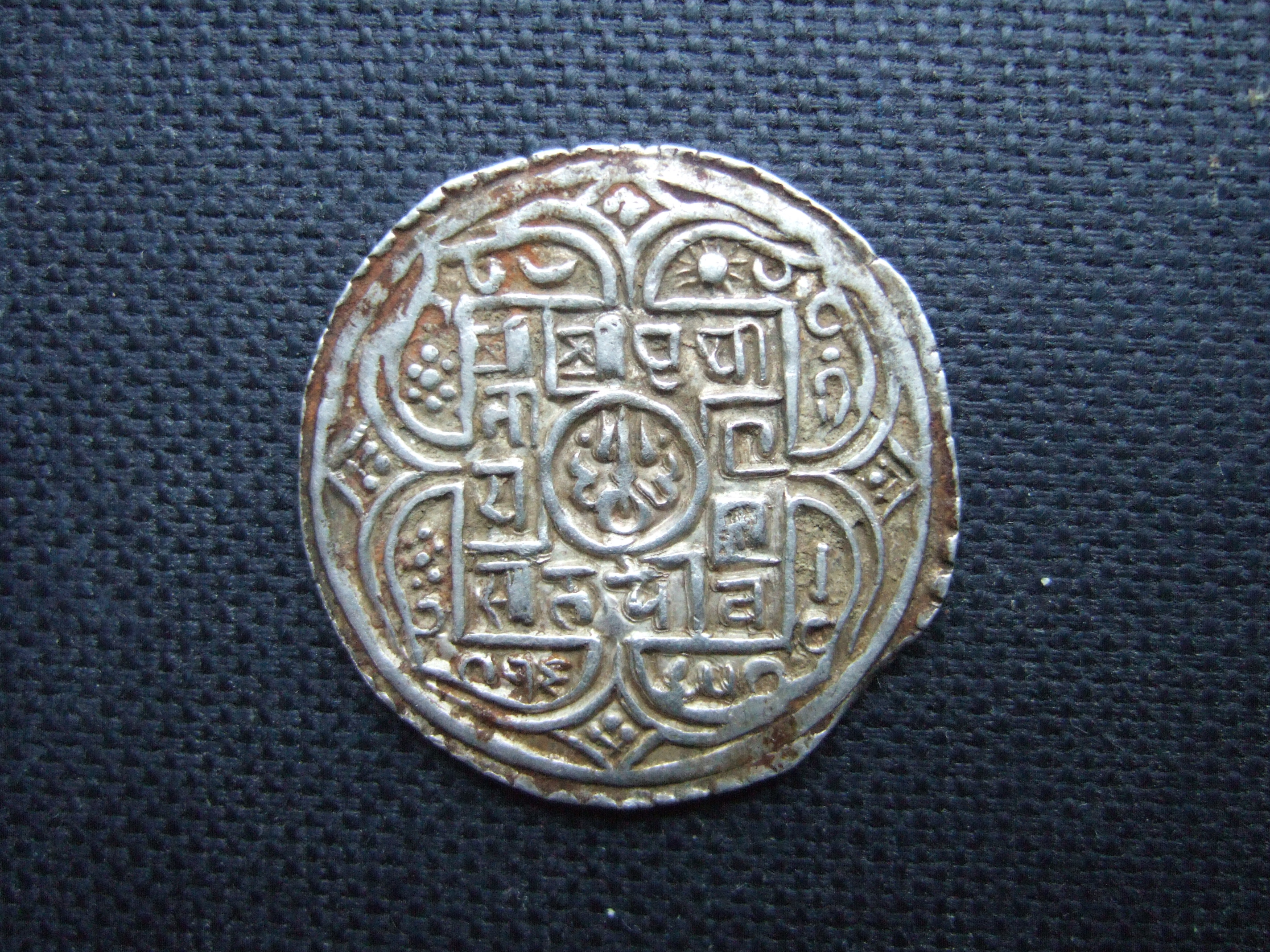
廓爾喀国王普利特維·納拉揚·沙阿於塞迦曆1685年（公元1763年）所發行的莫哈尔银币
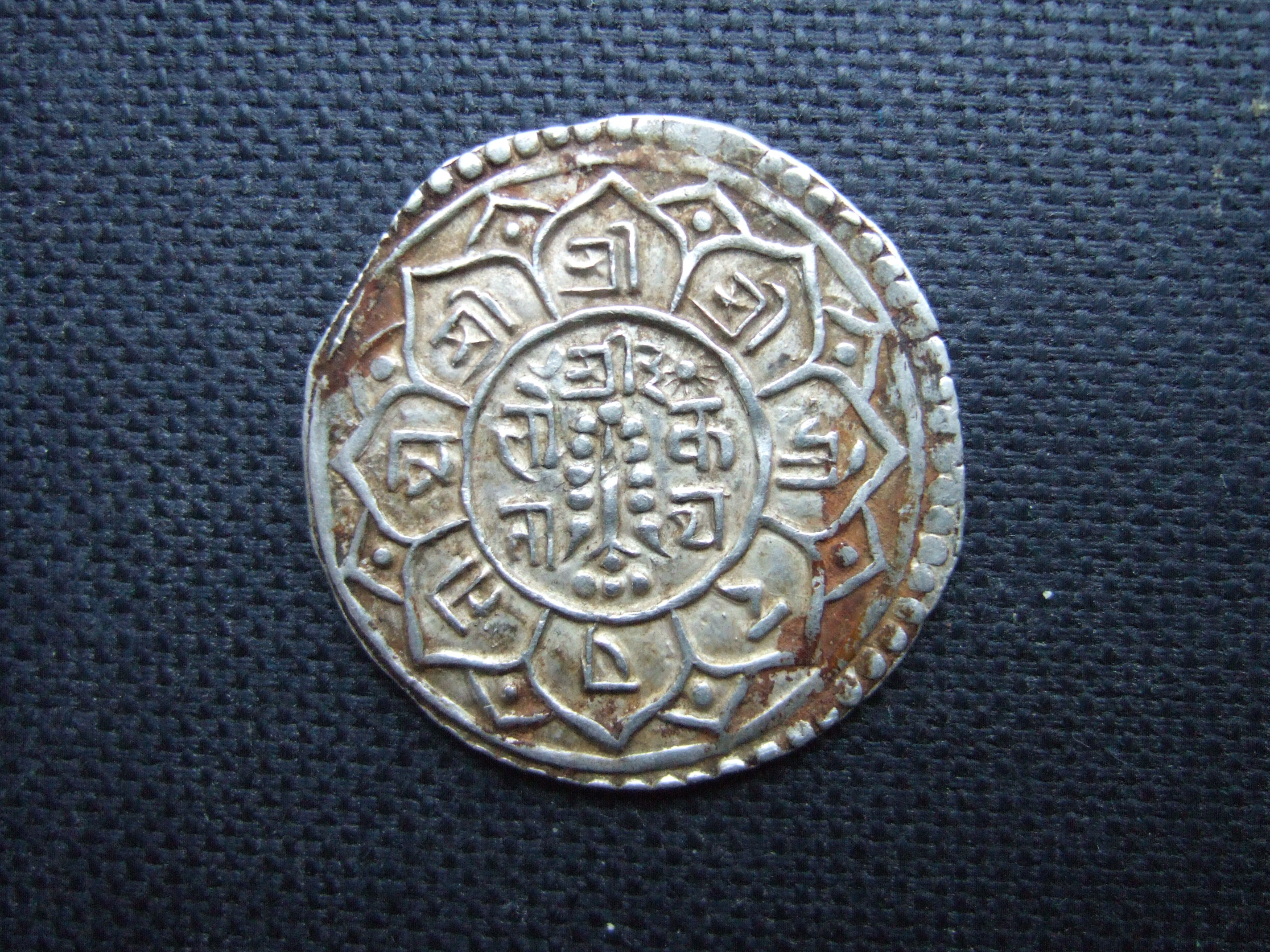
普利特維·納拉揚·沙阿国王於塞迦曆1685年所發行的莫哈尔银币背面。
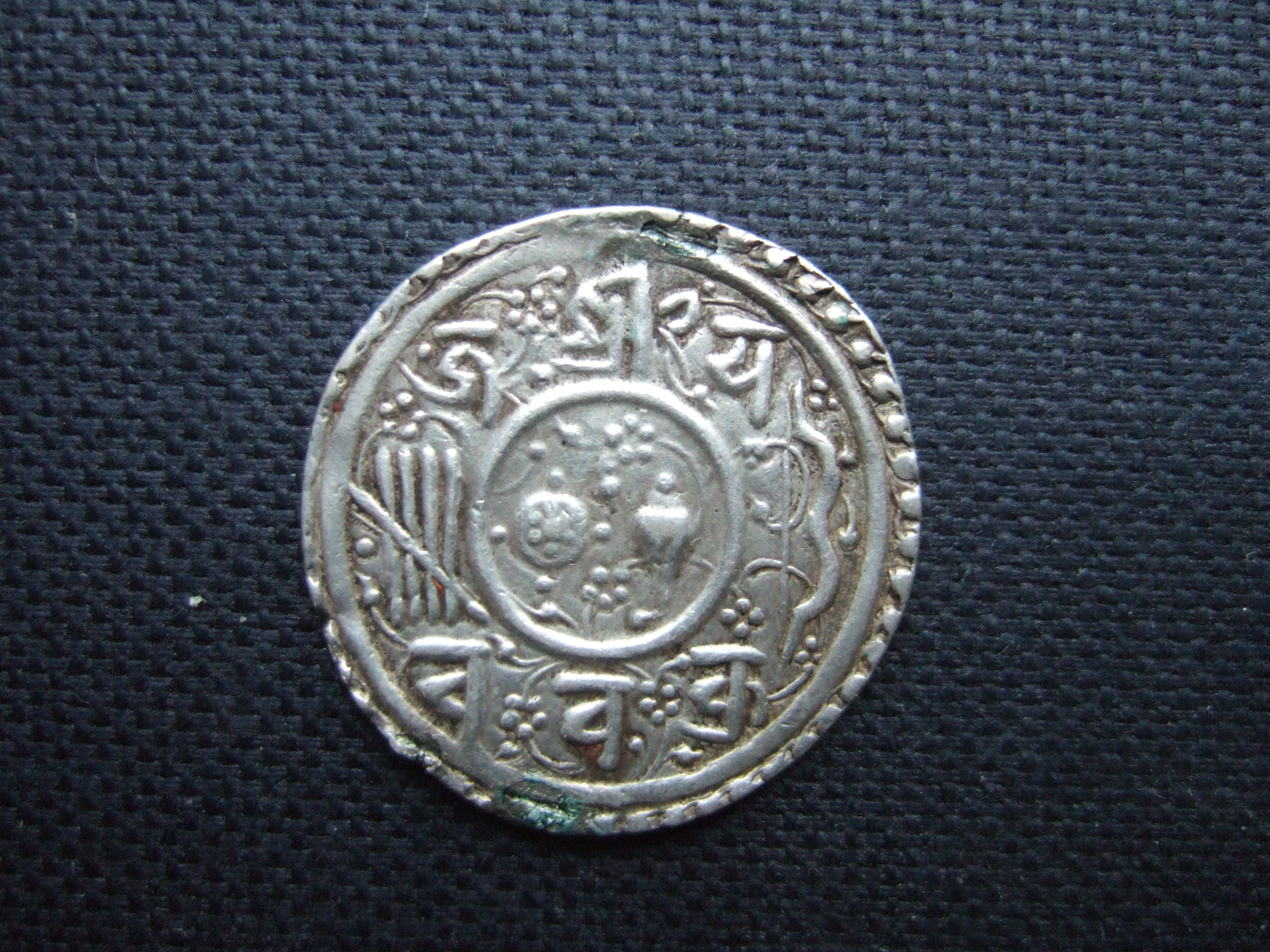
加德满都（英语：Kingdom of Kantipur）国王普拉塔普·马拉（英语：Pratap Malla）之子於尼瓦曆789年（公元1669）所發行的莫哈尔银币正面。
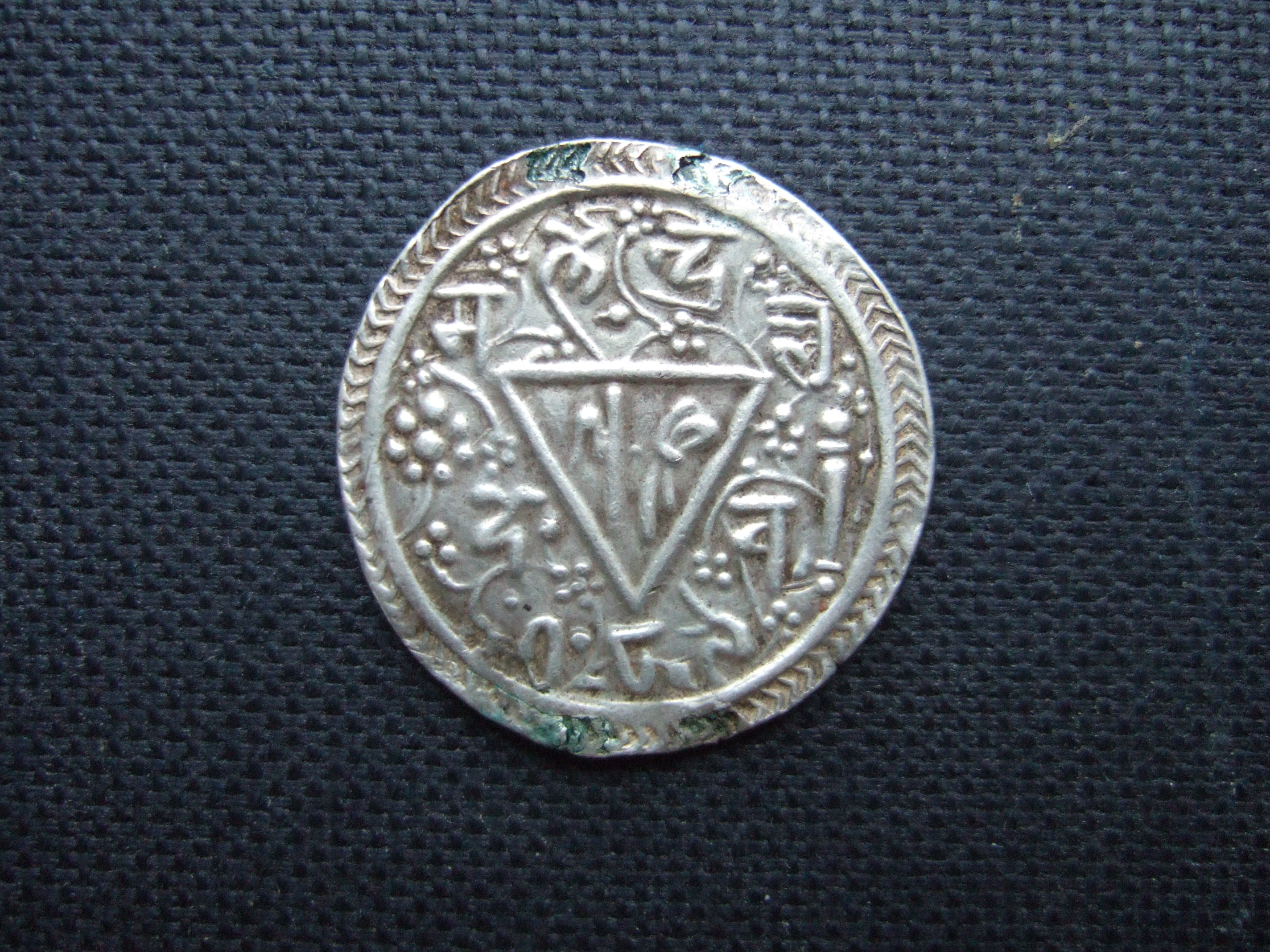
普拉塔普·马拉之子於尼瓦曆789年（公元1669）所發行的莫哈尔银币背面。